# Continental Airlines
Continental Airlines, Inc., («Контине́нтал э́рлайнс» (NYSE: CAL), — четвёртая по величине авиакомпания Соединённых Штатов Америки со штаб-квартирой в Хьюстоне, штат Техас, член глобального авиационного альянса пассажирских перевозок Star Alliance с 2009 года. 1 октября 2010 года, Continental Airlines официально слилась с компанией  United Airlines. Новый авиаперевозчик будет работать под брендом United Airlines, с использованием логотипа Continental Airlines. Новая авиакомпания стала крупнейшим авиаперевозчиком в мире.
Континентал выполняет более 3 тысяч рейсов в день в свыше 190 пунктов назначения за пределами страны и в 151 аэропорт на территории США. Маршрутная сеть перевозчика охватывает города Канады, Латинской Америки, Европы, Соединённых Штатов Америки и страны Азиатско-Тихоокеанского региона. Авиакомпания эксплуатирует в качестве своих главных хабов Международный аэропорт Ньюарка Либерти, Международный аэропорт Хьюстон (Интерконтинентал), Международный аэропорт Кливленда Хопкинс и Международный аэропорт имени Антонио Вон Пата. В аэропорту Гуама базируется дочернее подразделение авиакомпании — Continental Micronesia, соединяющая своими рейсами регион Микронезии с городами Восточной Азии, Юго-Восточной Азии, Гонолулу и с австралийским городом Кэрнс.
Continental Airlines является миноритарным владельцем авиакомпании ExpressJet Airlines, которая работает под торговой маркой Continental Express, но управляется независимым руководством и имеет собственные размещённые акции. Небольшие авиаперевозчики Cape Air, Colgan Air, CommutAir и Gulfstream International Airlines работают под брендом Continental Connection, компания Chautauqua Airlines — под маркой Continental Express, однако сама Континентал не имеет в этих авиакомпаниях своей доли собственности.
С сентября 2005 года Континентал является полноправным членом альянса SkyTeam, в котором имеет плотные партнёрские отношения с авиакомпаниями Northwest Airlines, Delta Air Lines, Air France, KLM, Aeromexico и Alitalia, а также код-шеринговые договоры с железнодорожной компанией Amtrak, работающей на рынке северо-восточной части США, с US Helicopter, выполняющей вертолётные перевозки из Международного аэропорта Ньюарка (Либерти) в Манхэттен и с французской железнодорожной компанией SNCF French Rail. В январе 2009 года Континентал объявила о выходе с 24 октября 2009 года из альянса SkyTeam и планируемом вступлении в другой авиационный альянс Star Alliance уже на следующий день — 25 октября.  (недоступная ссылка с 10-08-2013 [4377 дней] — история, копия)

## История

### Ранняя история: 1931—1958 годы
История Continental Airlines началась 15 июля 1934 года с созданием небольшой авиакомпании Varney Speed Lines, названной так по имени одного из своих первоначальных владельцев Вальтера Т. Варнея (Walter T. Varney), который также был и в числе основателей авиакомпании United Airlines. Первые рейсы выполнялись из Эль-Пасо через города Альбукерке, Санта-Фе и Лас-Вегас, штат Нью-Мексико до Пуэбло, штат Колорадо. На самой заре полёты совершались на однодвигательном Lockheed Vega, рассчитанном на перевозку четырёх пассажиров, позднее флот пополнился самолётами Lockheed L-9 Orion, Lockheed Model 12 Electra Junior и Lockheed Lodestar.
После отмены в 1934 году администрацией Рузвельта всех государственных контрактов на перевозку почты Varney Speed Lines срочно потребовались деньги для продолжения эксплуатации своих рейсов и участия в конкурсных процедурах на перевозку почтовых грузов. В качестве инвестора выступил американский авиатор Роберт Сикс (Robert Six), 5 июля 1936 года купивший у одного из основателей Varney Speed Lines Луиса Мюллера (Louis Mueller) 40% собственности компании за 90 тысяч долларов США. В результате Луис Мюллер был назначен на должность председателя правления Varney Speed Lines (и оставался на ней до 28 февраля 1966 года), Роберт Сикс стал генеральным директором, а сама авиакомпания получила контракт на перевозку почтовых грузов и пассажиров между Эль-Пасо и Пуэбло. 8 июля 1937 года Varney Speed Lines сменила своё название на Continental и в октябре того же года перенесла штаб-квартиру авиакомпании в аэропорт Денвера.
Во время Второй мировой войны деятельность аэропорта Денвера была в основной части переориентирована на обслуживание и оснащение военных самолётов Boeing B-17 Flying Fortress, Boeing B-29 Superfortress и North American P-51 Mustang для военно-воздушных сил армии США. Прибыль от этой деятельности позволила Continental после окончания войны расширить свой флот и пополнить его новыми типами самолётов, среди которых были Douglas DC-3, Convair 240 и Convair 340. Некоторые DC-3 были приобретены у ВВС, а Convair-ы стали первыми самолётами компании, имеющими полностью герметичные салоны.
До 1946 года маршрутная сеть Continental была ограничена рейсами из Денвера в Эль-Пасо и в Альбукерк с посадками в Канзасе и Оклахоме. В 1946 году авиакомпания вводит отдельные рейсы из Денвера в Канзас, Оклахому и новые маршруты из Эль-Пасо и Альбукерка в Сан-Антонио.
В 1964 году Континентал провела своё первое крупное слияние, объединившись с авиакомпанией Pioneer Airlines и получив тем самым новые маршруты в 16 небольших городов Техаса и Нью-Мексико. Направления полётов обоих перевозчиков хорошо интегрировались друг с другом и давали неплохую прибыль при их эксплуатации, однако как и большинство других авиакомпаний страны Континентал оставалась региональным перевозчиком и по сути ограничивалась деятельностью только между четырьмя крупными городами США. Роберт Сикс был крайне недоволен сложившейся ситуацией. Он неоднократно обращался в Совет по гражданской авиации, который являлся регулятором гражданских авиаперевозок, о выдаче разрешений на полёты в ряд других крупных городов страны и получении Континентал статуса авиакомпании аналогичному United Airlines, Trans World Airlines и American Airlines. Параллельно с этим, Сикс проводит переговоры с корпорацией Boeing на поставку новых реактивных самолётов Boeing 707, утверждая, что в ближайшем будущем авиакомпания войдёт в число мировых лидеров по пассажирским перевозкам. Логика Сикса очевидна: время играет решающую роль и новые маршруты (которые пока ещё не выделены) будут оправдываться эксплуатацией реактивных самолётов, а реактивные самолёты в свою очередь будут востребованы на новых маршрутах.

### «Авиакомпания, которая должна расти»: 1959—1969 годы

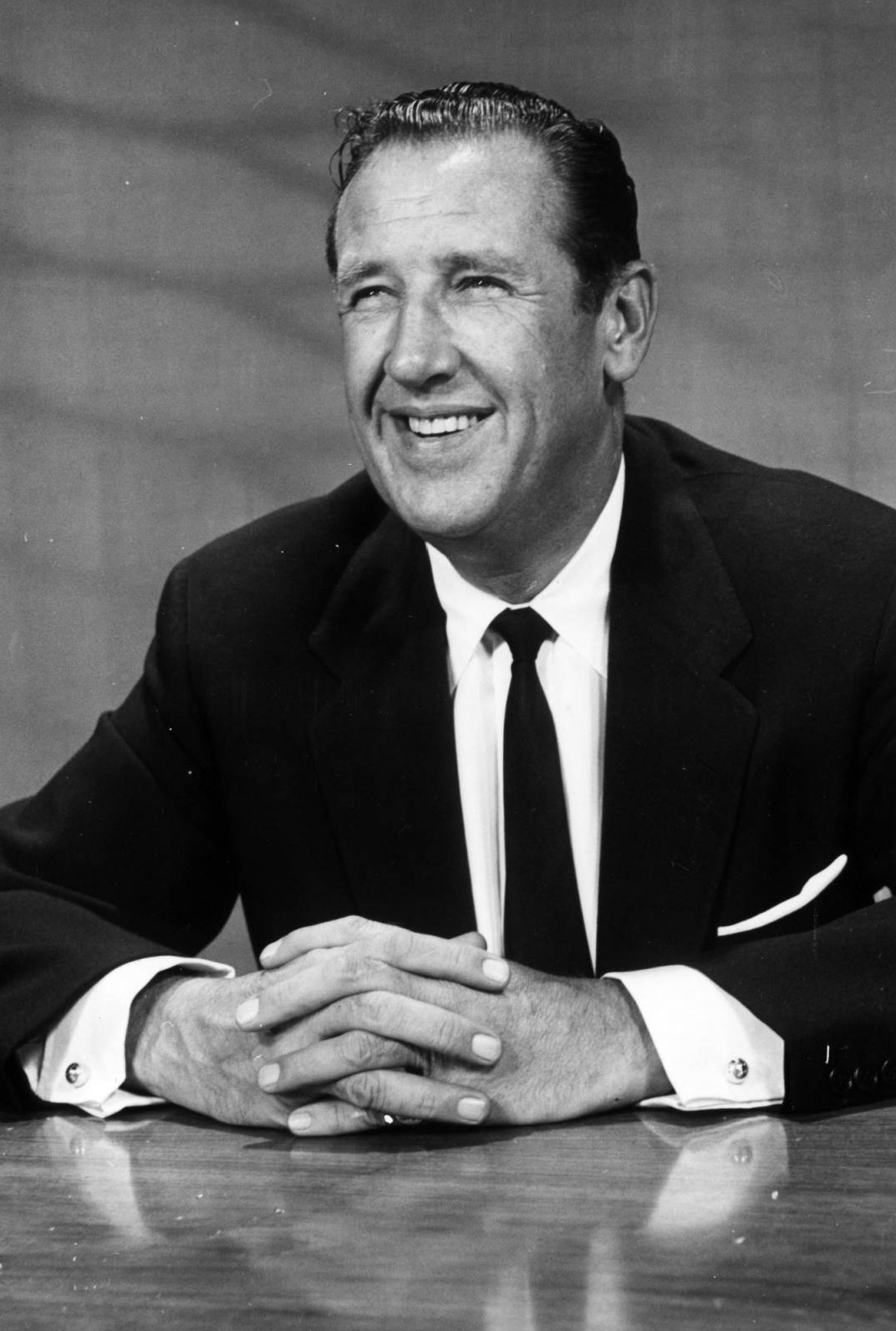
Роберт Сикс в 1969 году

К концу 1950-х годов стратегия Роберта Сикса принесла свои первые плоды. Благодаря лояльному отношению Совета по делам гражданской авиации и бурной деятельности Сикса, часто употреблявшего на переговорах фразу «Авиакомпания должна расти», Континентал получила права на выполнение рейсов между другими крупными городами страны. В 1957 году начались полёты из Чикаго в Лос-Анджелес — как прямые, так и с посадками в Денвере, и беспосадочные рейсы из Денвера и Лос-Анджелеса в Канзас. На среднемагистральных маршрутах Континентал ввела новые турбовинтовые Vickers Viscount. Немногим позже Совет по делам гражданской авиации разрешил авиакомпании закрыть большинство её рейсов в малые города, что позволило Континентал поставить свои новые самолёты на более длинные маршруты перевозок, тем самым серьёзно оптимизировав статьи доходов и расходов компании. До приобретения реактивных Боингов-707 Континентал закупила популярные в то время самолёты Douglas DC-7 и эксплуатировала их на беспосадочных рейсах Лос-Анджелес — Чикаго, Лос-Анджелес — Денвер и Чикаго — Канзас.
В конце 1950-х и начале 1960-х годов Сикс активно лоббирует снижение тарифов на перелёты в ведущих авиакомпаниях страны, понимая, что эти меры могут серьёзно увеличить трафик пассажирских авиаперевозок. Сикс шокировал авиационную индустрию, введя в 1962 году низкий экономический тариф на рейсах Чикаго — Лос-Анджелес, и продолжал действовать аналогичным образом на других направлениях перевозок, устанавливая экономические тарифы на 25% меньшие стандартных расценок.
Как и планировал Сикс, Континентал стала одним из первых эксплуатантов реактивных самолётов Boeing 707, получив новый борт весной 1959 года. Несмотря на то что Pan American и Trans World Airlines ввели 707-е в строй на пару недель раньше, Континентал стала первой авиакомпанией в мире, начавшей эксплуатацию этих самолётов на внутренних маршрутах, открыв 8 июня 1959 года рейс из Чикаго в Лос-Анджелес. Поскольку парк реактивных самолётов был небольшим по сравнению с другими авиаперевозчиками, Континентал пришлось серьёзным образом пересмотреть действовавшее расписание полётов и затраты на техническое обслуживание 707-х, в результате чего данные самолёты эксплуатировались семь дней в неделю по 16 часов в сутки — с показателем, лучшим чем у любой другой авиакомпании, использовавшей реактивную технику.
Роберт Сикс не удовлетворён стандартным сервисом на Боингах-707 и вносит в обслуживание всякие новинки типа роскошной бортовой кухни, комментируя сей факт корреспонденту газеты «Лос-Анджелес Таймс» «…никогда не хватает роскоши» и газете «Чикаго трибьюн» — «…очевидно, это лучшее что есть в авиационной промышленности».
В первой половине 1960-х годов Continental открыла новые рейсы из Лос-Анджелеса в Хьюстон с различными вариантами полётов: беспосадочный, с одной или с двумя посадками через Финикс, Тусон (оба — Аризона), Эль-Пасо, Мидлэнд — Одесса, Остин и Сан-Антонио (все — Техас). Также были введены рейсы из Денвера в Сиэтл, Портленд (Орегон), Новый Орлеан и Хьюстон, причём в маршрут Денвер — Хьюстон также имел несколько вариантов: беспосадочный и с одной или двумя посадками через Вичиту, Талсу или Оклахому. В 1963 году авиакомпания перенесла свою штаб-квартиру из Денвера в Лос-Анджелес.
В конце 1960-х годов Континентал одной из первых американских авиакомпаний прекратила эксплуатацию турбовинтовых и поршневых самолётов, заменив свои «Виккерсы» на Douglas DC-9 и заказав новые Boeing 727. Эти два типа самолётов (DC-9 и B-727) на последующие двадцать лет стали флагманами флота Континентал. В 1968 году авиакомпания ввела новую ливрею лайнеров в оранжево-золотой расцветке с чёрным символическим изображением реактивных потоков на хвосте (позднее цвет символической эмблемы сменили на красный) и запустила маркетинговый девиз (слоган) — «Гордая птица с золотым хвостом», звучавший в качестве официального в течение следующих десяти лет.
В период Вьетнамской войны Континентал стала основным гражданским перевозчиком военных грузов и самих войск для армии США и Корпуса морской пехоты, базировавшихся в Азии и на Тихом океане. В качестве транзитного узла самолёты Б707 авиакомпании использовали аэропорт Сайгона Таншоннят. В результате наработанного опыта и маршрутов перевозок в мае 1968 года Континентал создаёт дочернюю авиакомпанию Air Micronesia с регулярными пассажирскими рейсами между островами Яп, Сайпаном, Гуамом, Маджуро, островами Чуук, штатом Понпеи и Гонолулу. Летавшие под позывным Air Mike Боинги 727—100 специально оснащались комплектами выживания в открытом океане, доплеровским радаром и большим количеством запчастей, включая и шины на шасси. В настоящее время Эйр Микронезия летает под названием Continental Micronesia, являясь как и в прошлом дочерней авиакомпанией Континентал.
В сентябре 1969 и в начале 1970 годов авиакомпания получила право на открытие новых маршрутов с быстрорастущим объёмом перевозок, были введены рейсы из Лос-Анджелеса в Гонолулу, из Сиэтла и Портленда в Сан-Хосе и Онтарио (штат Калифорния). В конце 1970 года также открылся беспосадочный рейс из Сан-Франциско в Альбукерке и Даллас.

### Начало эпохи широкофюзеляжных самолётов: 1970—1976 годы
26 июня 1970 года Континентал первой среди американских авиакомпаний вводит в эксплуатацию Boeing 747 на рейсах внутри США. Верхняя палуба самолётов отведена под салоны первого класса, на главной палубе размещался так называемый Полинезийский паб, позднее заслуженно получивший награды как самый изысканный в мире интерьер пассажирского салона. Сервис на рейсах Боингов-747 из Чикаго, Денвера, Лос-Анджелеса и Гонолулу установили стандарт обслуживания пассажиров для всех авиакомпаний западной части США. В 1974 году в ответ на вопрос сотрудника одной из сервисной фирмы Денвера почему был выбран рейс именно этой авиакомпании легенда Голливуда Джейн Фонда ответила: «Этот рейс — просто класс. Правда класс!».
1 июня 1972 года флот Континентал пополнил первый широкофюзеляжный Douglas DC-10. Роберт Сикс настаивал на большом заказе вместительных самолётов DC-10 и Б-747, что впоследствии ещё раз доказало правильность расчётов Сикса на будущее, поскольку широко разрекламированный сервис на магистральных рейсах Б-747 хорошо стимулировал увеличение объёма пассажирских перевозок не только самой Континентал, но также и других авиаперевозчиков. Кроме того, развитие промышленного сектора и экономический подъём в Денвере, Хьюстоне и Сиэтле стали причинами резкого увеличения спроса на авиаперевозки и роста пассажирского трафика.
В течение 1970-х годов Денвер продолжал оставаться главным хабом в системе перевозок Континентал, 747-е обслуживали маршруты Чикаго-Лос-Анджелес-Гонолулу и раз в день выполнялся рейс по этому же направлению с посадкой в Денвере. Дугласы DC-10 работали на загруженных маршрутах из Лос-Анджелеса в Чикаго, Хьюстон и Гонолулу, а также из Денвера в Чикаго, Лос-Анджелес, Сиэтл и Хьюстон. DC-9 и Boeing 727 обслуживали остальные направления перевозок маршрутной сети авиакомпании. Эксплуатация всего четырёх типов авиалайнеров (B-747, DC-10, B-727-200 и DC-9-30) позволяла Континентал значительно экономить на расходах в части подготовки лётных экипажей, технического обслуживания и материально-технического обеспечения самолётов.
Введение широкофюзеляжных Дугласов DC-10 оказалось весьма своевременным дополнением к магистральному флоту, поскольку позволило авиакомпании оперативно удовлетворять быстрорастущие потребности рынка западной части США в пассажирских перевозках, и несмотря на серьёзную конкуренцию с другим магистральным перевозчиком United Airlines. Некоторые сервисные новинки Боингов-747 авиакомпании, включая и «Полинезийский паб», были введены и на Дугласах DC-10, однако после нефтяного кризиса 1973 года и резкого повышения цен на топливо встала задача повышения вместимости лайнеров и «Полинезийские пабы» были убраны с рейсов DC-10.
Внимание руководства Континентал к качеству обслуживания пассажиров в 1960—1970-х годах доходит даже до мельчайших деталей. Согласно одному анекдотичному указанию Роберта Сикса и из-за его пристрастного внимания к сервису салонов первого класса, на каждой странице памятки клиентам была напечатана фраза «Ничего из настоящей памятки не заменит здравого смысла». Сикс постоянно следил за всей системой Континентал и за своими конкурентами с целью обеспечения жёстких стандартов качества обслуживания в авиакомпании, а также неустанно искал новые идеи и решения, которые могли бы претворяться в жизнь в Континентал.

### Дерегулирование перевозок и расширение компании: 1977—1980-е годы
В 1974 году после длительных судебных разбирательств Континентал открывает рейс Хьюстон-Майами, 21 мая 1976 года получает разрешение на рейсы между Денвером и Сан-Диего — оба маршрута давно уже нуждались в дополнительных мощностях авиаперевозчиков. С одобрения Президента США Джимми Картера и председателя Совета по гражданской авиации Альфреда Кана (англ. Alfred Kahn) началась работа над «Законом о дерегулировании авиакомпаний», который впервые в истории авиации США позволил бы авиакомпаниям страны самим определять маршруты перевозок, куда и когда летать и какие устанавливать цены на авиабилеты своих рейсов, при этом не требуя согласования с государственными учреждениями.
В этом контексте 1977 год стал исторической вехой для гражданской авиации США в целом и для Континентал в частности. Авиакомпания открыла новые маршруты из Денвера в Майами/Форт-Лодердейл и Тампу/Сент-Питерсберг. В том же году президент Картер уполномочил Континентал открыть регулярное ежедневное сообщение между Сайпаном и Японией и утвердил новые рейсы из Лос-Анджелеса в Австралию и Новую Зеландию через Гонолулу, Американское Самоа и Фиджи, полёты начались 1 мая 1979 года.
После подписания в 1978 году Закона о дерегулировании авиакомпаний Континентал принимает агрессивную программу расширения собственной маршрутной сети. В октябре 1976 года начались полёты из Нью-Йорка в Денвер и Хьюстон, из Денвера в Финикс, открылся рейс из Лос-Анджелеса в Тайбэй с посадками в Гонолулу и Гуаме на самолётах Дуглас DC-10. В январе 1979 года вводится маршрут Хьюстон-Вашингтон (округ Колумбия), в июне того же года авиакомпания связывает своими рейсами Денвер с Вашингтоном, Лас-Вегасом, Сан-Франциско и Сан-Хосе и запускает рейс Хьюстон-Тампа. К 1981 году холдинговая группа Texas Air Corporation поглощает Континентал и продолжающийся после принятия Закона о дерегулирования бурный рост авиакомпании позволяет ей расширять своё присутствие на рынке региональных авиаперевозок страны. Развитие и увеличение операций Континентал в Денвере стало главной причиной строительства нового международного аэропорта Денвера, завершившегося пятнадцать лет спустя.
В течение 1978 года Континентал изучала возможности объединения с авиакомпанией Western Airlines, которая тоже имела штаб-квартиру в Международном аэропорту Лос-Анджелеса (LAX) и эксплуатировала флот, в основном состоявший из тех же типов самолётов Боинг-727 и DC-10, что и в Континентал. Маршрутные сети авиакомпаний были взаимодополняющими, поскольку хоть обе авиакомпании и работали на западной части страны и из одного аэропорта, Континентал главный упор делала на перевозках в южных штатах, штатах Великих озёр и на Гавайи, в то время как Western Airlines построила свою транспортную сеть на городах Калифорнии, Аляске, Мексики и в регионе Западного Межгорья. Обе авиакомпании имели разные маршруты из Лос-Анджелеса, Денвера, Сан-Франциско, Сиэтла и Финикса. Объединение авиаперевозчиков не состоялось по множеству различных причин.

### Приобретение Texas Air Corporation: 1981-82-е годы

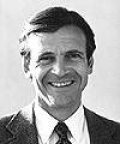
Фрэнк Лоренцо, генеральный директор авиакомпании с 1981 по 1990 годы

В 1981 году авиационная холдинговая компания Texas Air Corporation, контролируемая американским инвестором и предпринимателем Фрэнком Лоренцо (Frank Lorenzo), в результате долгих переговоров и споров между её управленцами и топ-менеджерами Континентал поглотила управляющую компанию Continental Airlines Incorporated. Переговоры действительно были непростыми, сопровождались активным противодействием профсоюза Континентал, члены которого опасались так называемой «дерегуленческой тактики Лоренцо», заключавшейся в стремлении Лоренцо превратить Континенталов в раздробленную и необъединённую авиакомпанию. В ходе этой борьбы президент Continental Airlines Inc. А. Л. Фельдман (A.L.Feldman) 9 августа 1981 года покончил жизнь самоубийством в своём офисе.
В конечном итоге Фрэнк Лоренцо стал президентом и исполнительным директором Континентал. 31 октября 1982 года окончательно завершилась процедура слияния двух авиаперевозчиков, у объединённой компании сохранялись название Континентал, её бренд и идентификаторы, маршрутная сеть авиакомпании отныне распространялась на четыре континента (Северную Америку, Южную Америку, Азию, Австралию, а её воздушный флот вырос до 112 самолётов. Объединённая Континентал перенесла свою штаб-квартиру из Лос-Анджелеса в Хьюстон, штат Техас. Данное слияние привело к значительному расширению авиакомпании, появлению крупнейшего авиационного хаба страны в аэропорту Хьюстона (Интерконтинентал) и приобретению широкой сети направлений в Мексике и на юге центральной части США.
Профсоюз работников боролся с Лоренцо и руководителями Континентал буквально на каждом шагу и безуспешно пытался остановить реорганизацию авиакомпании в Федеральных судах США. Профсоюзу удалось убедить Конгресс США принять новый Закон о банкротстве, предотвращающий банкротство авиакомпании из-за массового расторжения контрактов, чем Континентал активно и занималась после проведения слияния. Тем не менее, этот Закон был принят слишком поздно, чтобы каким то образом повлиять на деятельность авиакомпании, а пока управляющий корпус Континентал занимался сокращением расходов и реорганизацией структуры компании, что в итоге и спасло её от полной ликвидации.

### Первое банкротство и отношения с профсоюзом: 1983-84-е годы

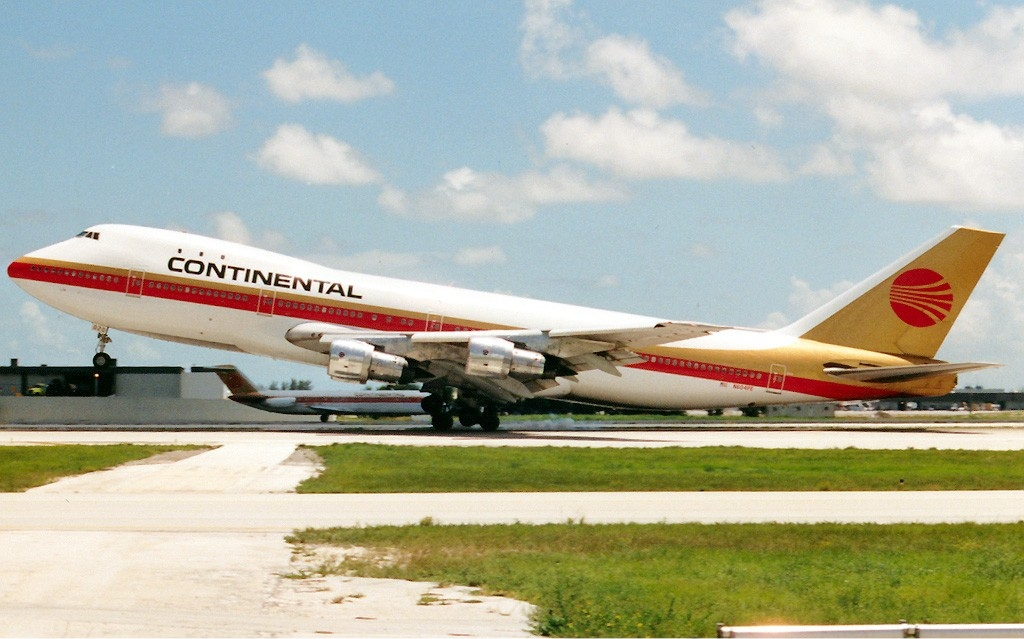
Boeing 747-200 авиакомпании в международном аэропорту Майами, 19 июля 1989

После продолжительных и безуспешных переговоров с профсоюзом об изменении нижней ставки оплаты труда работников авиакомпании, 23 сентября 1983 года Фрэнк Лоренцо объявил Континентал банкротом, воспользовавшись положениями Главы 11 Кодекса США о банкротстве.
Реорганизация авиакомпании началась немедленно. Континентал как банкрот была освобождена от своих договорных обязательств и ввела в действие новые трудовые соглашения с работниками компании, существенно снизив фонд оплаты труда и ликвидировав поощрительные выплаты сотрудникам. Этот шаг, естественно, сделал Континентал значительно более конкурентоспособной авиакомпанией по сравнению с её предбанкротным состоянием, позволил начать новые затратные проекты по обновлению флота и сервиса, однако породил негативное отношение и массовое недовольство сотрудников авиакомпании. Тем не менее, к концу 1984 года Континентал объявила о чистой прибыли в 50 миллионов долларов США.
30 июня 1986 года авиакомпания официально вышла из состояния банкротства, вписав себя в историю гражданской авиации США как первого авиаперевозчика, успешно прошедшего всю процедуру банкротства. В этот непростой период Континентал была вынуждена закрыть свой хаб в Лос-Анджелесе, оставив только регулярные рейсы из Лос-Анджелеса в Денвер, Чикаго, Хьюстон и южную часть Тихого океана.

### Европейские направления и быстрый рост компании: 1985-89-е годы
Континентал впервые вышла на рынок трансатлантических перелётов 28 апреля 1985 года, открыв два регулярных рейса из Ньюарка и Хьюстона в Лондон и вскоре добавив рейсы в Париж, Франкфурт, Мадрид и Мюнхен.
В октябре 1985 года управляющий холдинг Texas Air Corp. обратился к базировавшемуся в Денвере региональному перевозчику Frontier Airlines с предложением о его покупке, тем самым развязав войну наценок на аукционных торгах с другим претендентом — авиакомпанией People Express, в то время возглавляемую бывшим коллегой Фрэнка Лоренцо по Texas Air Corp. Дональдом Барром (Don Burr). В результате People Express заплатила непомерно высокую цену за регионала Frontier Airlines. По мнению промышленных обозревателей объединение компаний, финансируемое за счёт долговых обязательств и кредитов, не являлось рациональным поступком ни с точки зрения интеграции маршрутных сетей перевозчиков, ни с позиции оптимизации операционной деятельности, однако, по мнению большинства аналитиков, Дональд Барр пошёл на такой поступок в стремлении обойти своего бывшего босса Фрэнка Лоренцо.

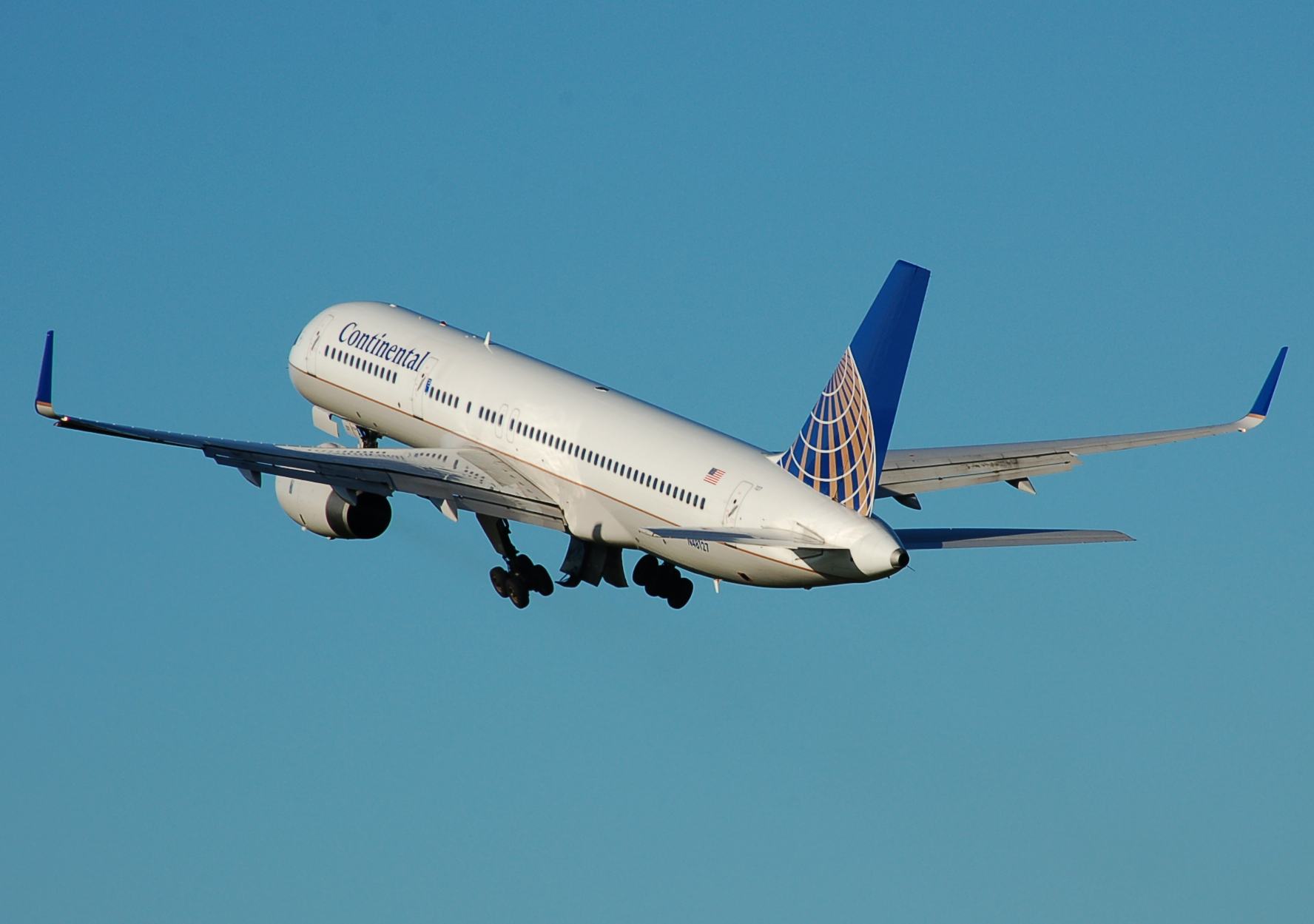
Взлёт Boeing 757-200 Континентал из аэропорта Ньюарка

24 августа 1986 года подразделение Frontier Airlines стало банкротом и прекратило свою деятельность, а 15 сентября Texas Air Corp. приобрёл авиакомпанию People Express с её долгами и в условиях всей спущенной её наличности (hemorrhaging cash). Вместе с поглощённой компанией Texas Air получил мощную маршрутную сеть в регионе Великих равнин и Западного межгорья, усилив и без того уже огромный пассажирский трафик хаба в Денвере. Поскольку People Express была одной из крупнейших авиакомпаний на рынке перевозок Нью-Йорка, приобретение её маршрутной сети и транзитного узла в Международном аэропорту Ньюарка Либерти позволило Континентал выйти в число лидеров на авиаперевозках в восточной части Соединённых Штатов и вскоре компания стала третьим по величине авиаперевозчиком в стране с основными транзитными узлами в Нью-Йорке, Денвере и Хьюстоне.
People Express, New York Air и несколько местных авиаперевозчиков полностью завершили слияние с Continental Airlines 1 февраля 1987 года, переведя тем самым Континентал в статус третьей по величине авиакомпании США и шестой — во всём мире. В этом же году авиакомпания создаёт совместно с Eastern Airlines поощрительную программу для часто летающих пассажиров OnePass, а в следующем году — своё первое стратегическое партнёрство (и первый в своём роде международный авиационный альянс) со скандинавской авиакомпанией SAS.

### Второе банкротство, смена руководства и структурная перестройка: 1990-97 годы

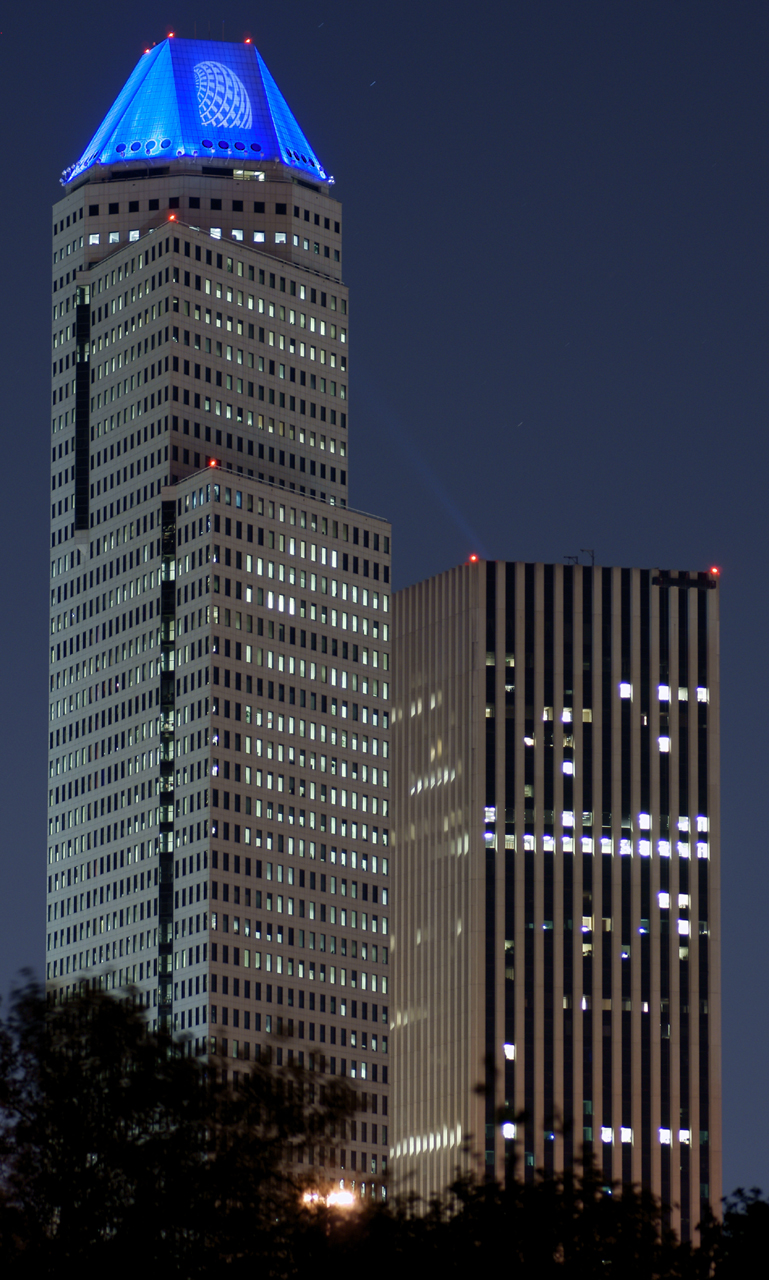
Штаб-квартира Continental Airlines в Хьюстонe (Техас)

В 1990 году после 18 лет во главе Texas International, а затем Texas Air и Continental Airlines, Фрэнк Лоренцо продал свою долю мажоритарного владельца Jet Capital Corporation компании Scandinavian Airlines System (SAS) и вышел в отставку.
За последние годы в Континентал накопилось множество проблем, главными из которых были следующие: почти всё своё время Лоренцо посвящал вопросам приобретения Eastern Airlines и выяснению взаимноотношений с трудовым коллективом компании; в 1990-го началось иракское вторжение в Кувейт и в результате последовавшей войны в Персидском заливе цены на авиационное топливо резко пошли вверх; до конца остались нерешёнными финансовые трудности авиакомпании People Express, поглощённой три года назад. Вдобавок ко всему в последнее время Лоренцо совершал сделки по покупке финансовых долгов других авиакомпаний и начал процесс приведения компаний в единую операционную систему. Всё это привело к тому, что флот авиакомпании составляли многочисленные различные типы самолётов в разномастных ливреях.
В конце 1980-х годов после резкого сокращения маршрутной сети United Airlines и неудачной попыткой USAir организовать рейсы в Кливленде по схеме «точка-точка», Континентал расширила своё присутствие в Международном аэропорту Кливленда Хопкинс и количество рейсов через него. Авиакомпания довольно быстро получила все выходы на посадку (гейты) в зоне С аэровокзала и затем ещё и расширила число своих гейтов за счёт новой зоны D. Впоследствии аэропорт Кливленда станет третьим по величине хабом Континентал.
12 февраля 1991 года авиакомпания обнародовала свой новый бренд и сине-серую ливрею с логотипом глобуса, до сих пор остающимися фирменными знаками Континентал.
В 1993 года канадский авиаперевозчик Air Canada совместно с Air Partners и Texas Pacific Group проинвестировали Континентал в размере 450 миллионов долларов США, способствуя тем самым выходу авиакомпании из состояния банкротства. Под руководством бывшего исполнительного директора корпорации Boeing Гордона Бетюна (Gordon Bethune), впоследствии ставшего президентом Боинга, в Континентал началась большая структурная реорганизация авиакомпании. Бетюн начал с масштабного заказа новых самолётов с целью перевести весь флот компании на лайнеры Боинга. После открытия Международного аэропорта Денвера 28 февраля 1995 года руководство Континентал приняло решение о том, что объёмы перевозок через транзитный узел Денвера — исторической базы и основы авиакомпании на протяжении почти шестидесяти лет — будут значительно сокращены, а оставшиеся маршруты (кроме рейсов в Кливленд, Хьюстон и Ньюарк) будут перенесены в соседний Международный аэропорт Стэплтон. Данное решение было вызвано в первую очередь необходимостью снижения операционных расходов авиакомпании, а сборы аэропорта Денвера за обслуживание самолётов и сборы за взлёт/посадку были существенно выше, чем в альтернативном аэропорту Стэплтон.

### Современный период

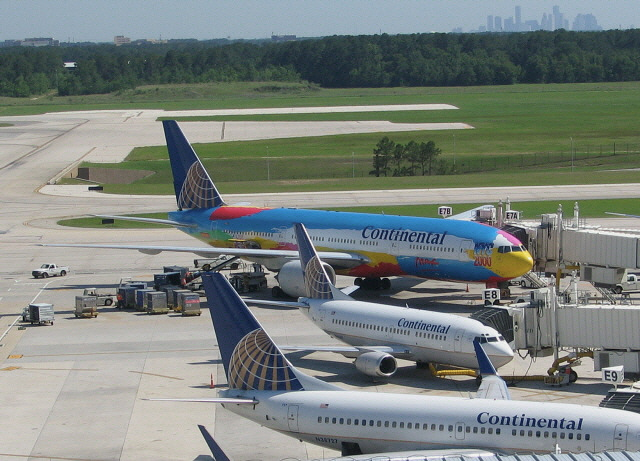
Boeing 777 «Питер Макс» в аэропорту Хьюстон (Интерконтинентал), ливрея была сменена зимой 2007/08 года. На заднем плане — Хьюстон-Даунтаун

В сентябре 1997 года авиакомпания объявила о переносе своей штаб-квартиры в Хьюстон.
С 1998 года Континентал снова приступила к осуществлению программы расширения сети международных маршрутов. Были открыты новые рейсы в Ирландию и Шотландию, а в октябре того же года авиакомпания получила свой первый лайнер Boeing 777, что дало возможность открыть беспосадочное сообщение из Ньюарка и Хьюстона в Токио (Япония) и из Ньюарка в Тель-Авив (Израиль). В этом же году Континентал заключает код-шеринговые соглашения с авиакомпаниями Northwest Airlines, Copa Airlines, Avant Airlines, Transbrasil и Cape Air. Континентал и America West Airlines стали первыми американскими авиакомпаниями, запустившими проект продажи электронных билетов.
1 марта 2001 года Континентал открыла новый беспосадочный рейс из Ньюарка в Гонконг по кросс-полярной трассе — один из самых длительных маршрутов в мире с продолжительностью перелёта более 16 часов. Запуск этого рейса породил кратковременный конкурентный конфликт между Континентал, United Airlines и Cathay Pacific за право выполнять беспосадочные рейсы между Нью-Йорком и Гонконгом.
В 2004 году авиакомпания ввела рейс в Осло (Норвегия), в следующем — рейс из Ньюарка в Пекин. В том же году к международной маршрутной сети добавлены сразу пять городов из четырёх разных стран: Стокгольм в Швеции, Белфаст и Бристоль в Великобритании, Берлин и Гамбург в Германии. В 2006-м открылся рейс в Кёльн (Германия) и в следующей — в Афины, Греция. Континентал вышла на второе место среди авиакомпаний США после Delta Air Lines по числу европейских стран в маршрутной сети.
К маю 2006 года количество перевезённых пассажиров Континентал превысила аналогичный показатель Northwest Airlines и авиакомпания вышла на четвёртое место в списке американских перевозчиков, впервые за последние пять лет переместившись на одну строчку вверх.
Понимая пределы объёма операционного обслуживания в Ньюарке, Континентал объявляет о своих планах по расширению перевозок через Международный аэропорт Кливленда путём открытия новых международных рейсов из этого хаба. 14 сентября 2007 авиакомпания принимает двухлетний план развития хаба в Кливленде, первый международный рейс в Париж в соответствии с этим планом открылся 22 мая 2008 года.

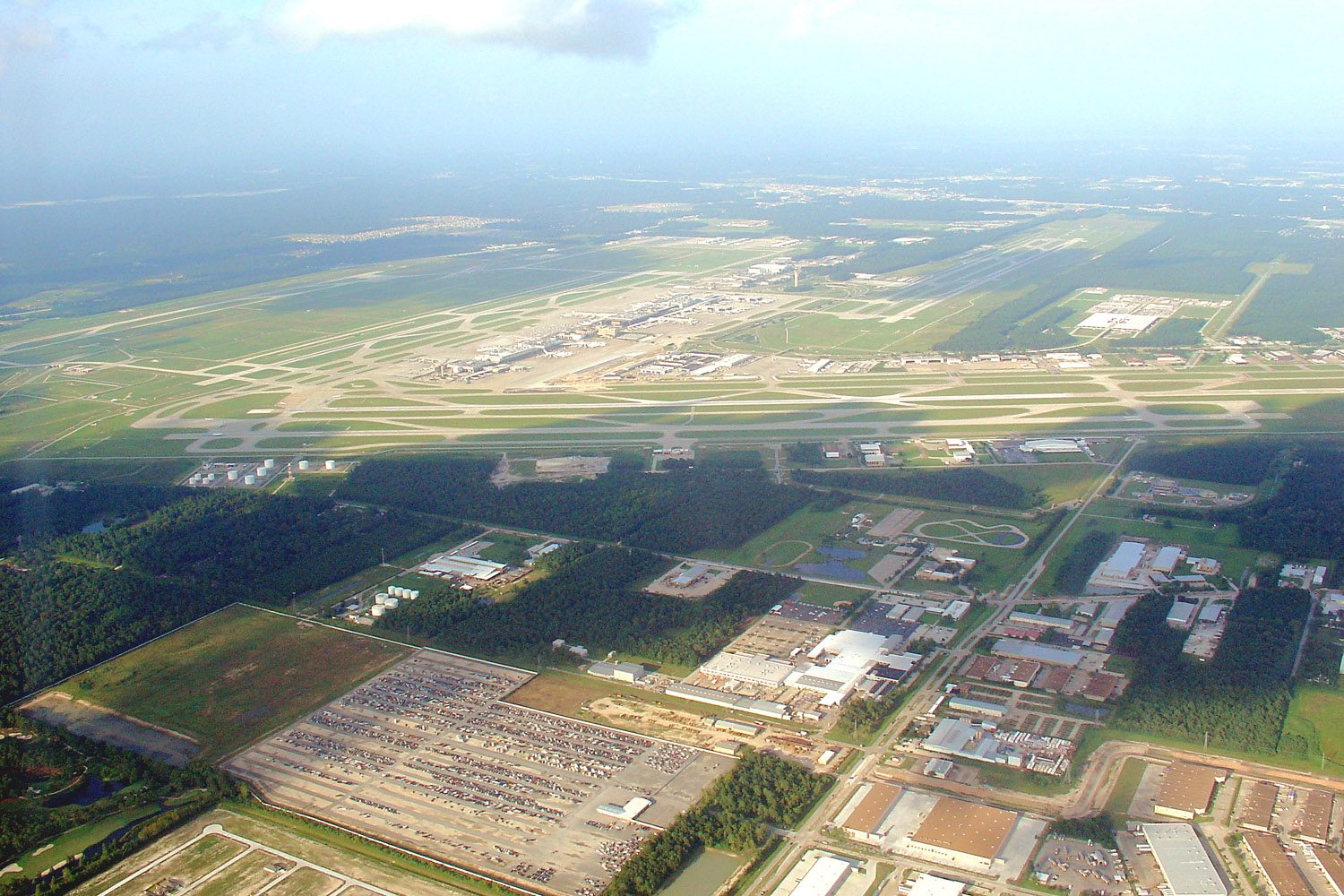
Континентал — основная авиакомпания в аэропорту Хьюстон (Интерконтинентал)

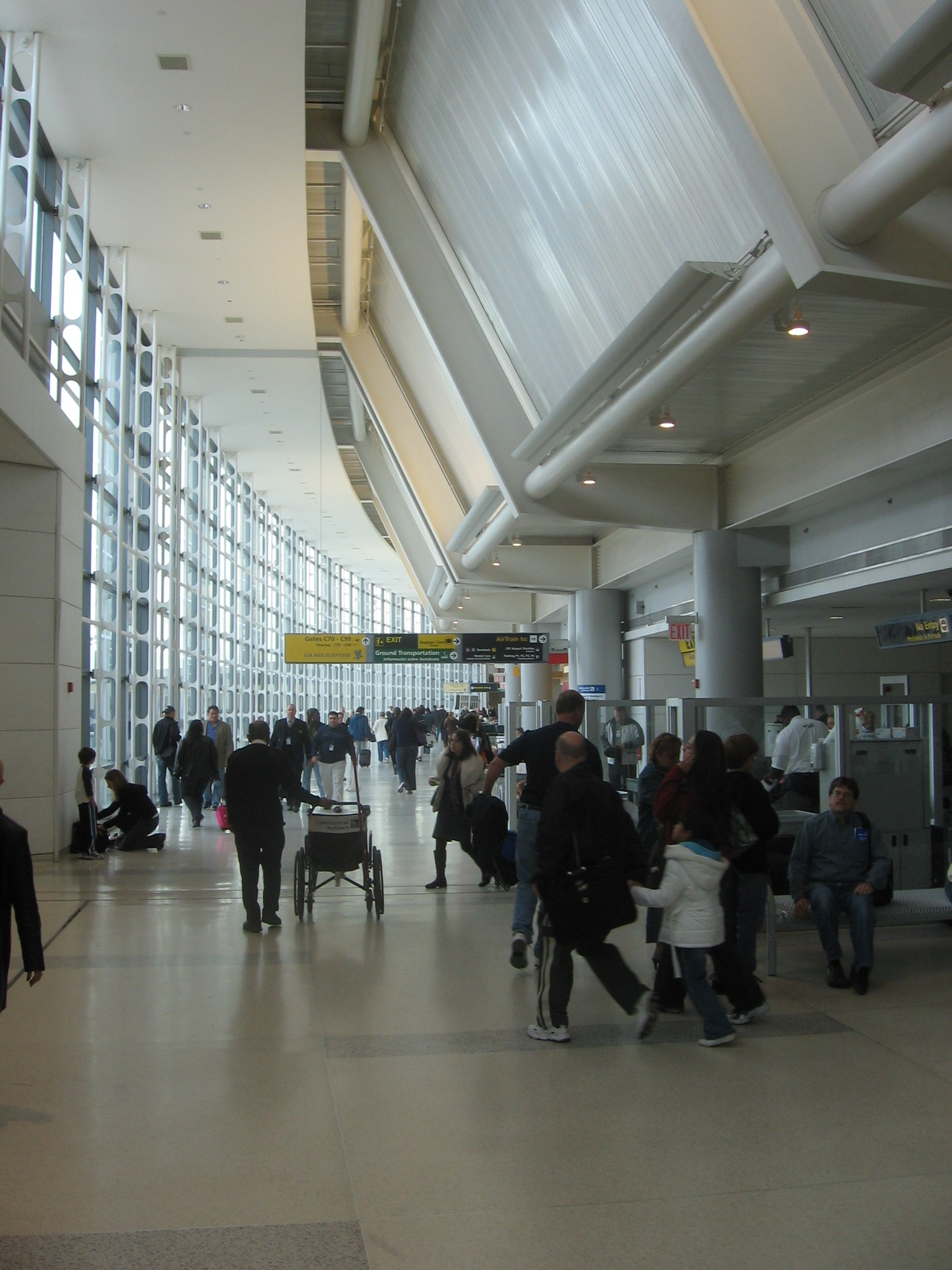
Терминал C — зона обслуживания пассажиров Континентал, Международный аэропорт Ньюарка Либерти

Запланированное компанией расширение на внутреннем рынке авиаперевозок включало введение 12 маршрутов в различные города США, в основном за счёт региональных перевозчиков под брендом Continental Connection и из хаба в Кливленде. К летнему сезону 2009 года планировалось к открытию ещё 20 новых пунктов назначения на магистральных рейсах, однако экономический кризис 2008 года свернул все программы расширения Континентал.
В мае 2008 года авиакомпания продала оставшиеся 4,38 миллиона акций панамского перевозчика Copa по 35,75 долларов за одну акцию, выручив за сделку 149,8 миллиона долларов США и тем самым перестала быть основным держателем акций Copa. 5 июня того же года Континентал объявила о сокращении трёх тысяч рабочих мест и снижении заработной платы в авиакомпании до конца 2008 года. 19 июня Континентал заявила о планируемом выходе из альянса SkyTeam и последующем вступлении в другой альянс Star Alliance по официальной версии с целью более широкого сотрудничества с авиакомпанией United Airlines и другими членами Star Alliance. Новое перспективное партнёрство с Юнайтед некоторые аналитики назвали виртуальным объединением. Континентал и Юнайтед уже вели переговоры по слиянию двух авиакомпаний в начале 2008 года, однако Континентал в одностороннем порядке вышла из переговоров, заявив о намерениях дальнейшего продолжения деятельности в прежних условиях.
19 августа 2008 года газета USA Today сообщила о намерении Континентал отправить от 140 до 180 пилотов в бессрочных отпуск, а также о фактической ликвидации 2500 рабочих мест, в основном за счёт добровольных увольнений.
В сентябре 2008 года авиакомпания сообщила об открытии нового беспосадочного рейса Хьюстон-Рио-де-Жанейро.
7 января 2009 Континентал впервые в мире выполнила демонстрационный полёт американского коммерческого самолёта на биотопливе, в котором использовалась смесь компонентов, полученных из водорослей и ятрофы — второе поколение разрабатываемых видов биотоплива, не загрязняющее атмосферу и не имеющее эффектов вредного воздействия на сельскохозяйственные культуры и водные ресурсы.

#### Награды авиакомпании в современном периоде
- Первое место в категории «Самая уважаемая авиакомпания», журнал Fortune — 2004, 2005, 2006, 2007 и 2008 годы.[21]
- Первое место в категории «Самая уважаемая авиакомпания США», журнал Fortune — 2006 год.[22]
- «Авиакомпания года», OAG — 2004, 2005 годы.[23]
- «Лучший бизнес-класс», ежегодный конкурс OAG — 2003, 2004, 2005 и 2006 годы.
- «Лучшая авиакомпания Северной Америки», ежегодный конкурс OAG — 2004, 2005 и 2006 годы.
- «Лучший трансатлантический и лучший транстихоокеанский бизнес-класс среди авиакомпаний США», журнал Condé Nast Traveler — 1999, 2000, 2001, 2002, 2003, 2004, 2005 и 2006.
- «Лучшая авиакомпания для путешествий в Северной Америке», «Лучшие бортпроводники в США», «Лучший сервис в США», английский журнал Business Traveller — 2006.
- «Самая уважаемая авиакомпания мира», Yahoo!.
- Премия за высокую пунктуальность, информационное агентство J.D. Power and Associates — 2007.[24]
- «Лучшая отечественная авиакомпания Премиум-класса», рейтинговое агентство Zagat Survey — 2008.[25]
- «Лучшая авиакомпания по стоимости международных полётов», рейтинговое агентство Zagat Survey — 2008.[25]
- «Лучшая авиакомпания для североамериканского туризма», журнал Business Traveler — 2008.[26]

## Маршрутная сеть

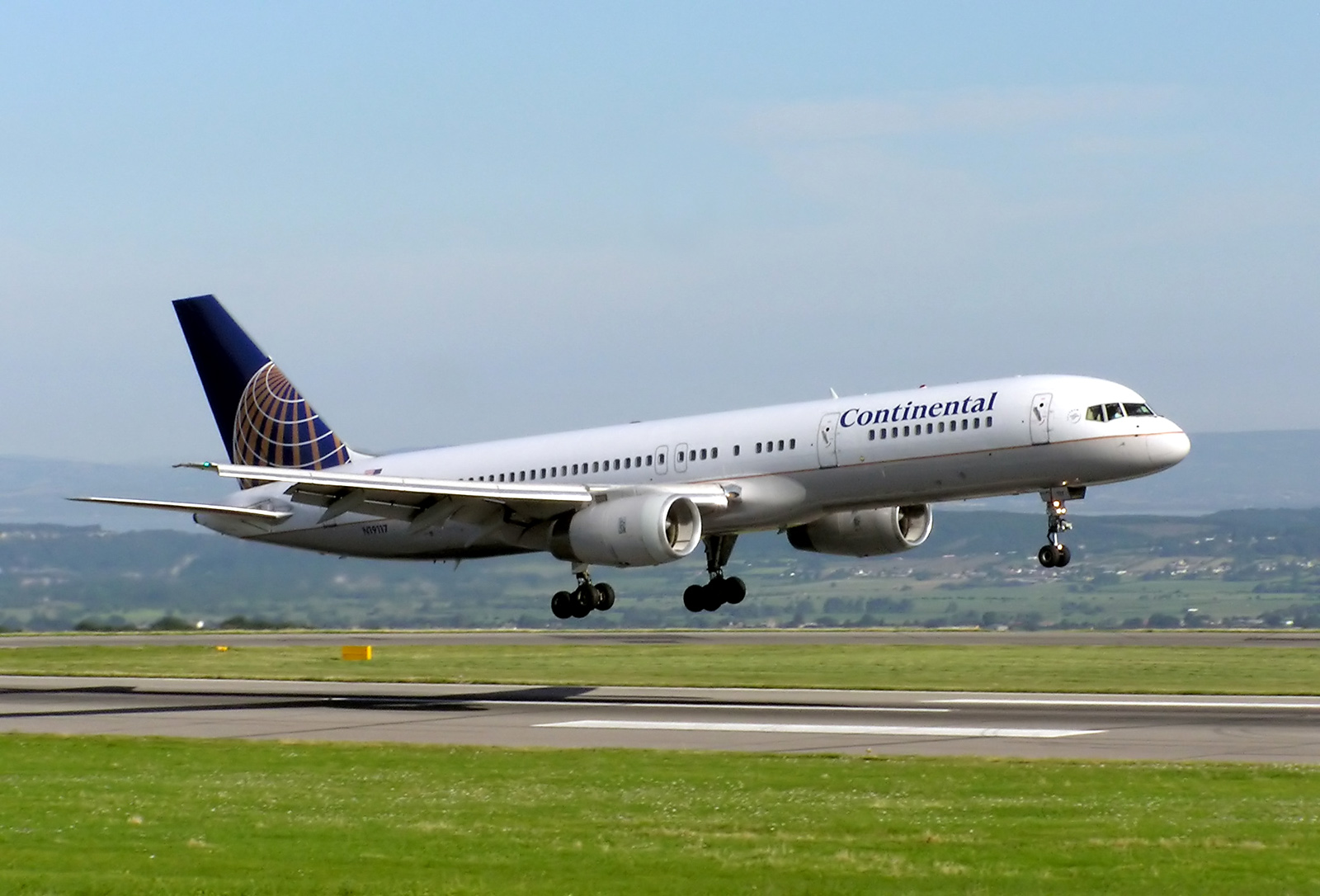
Посадка Boeing 757-224 в Международном аэропорту Бристоль, Великобритания

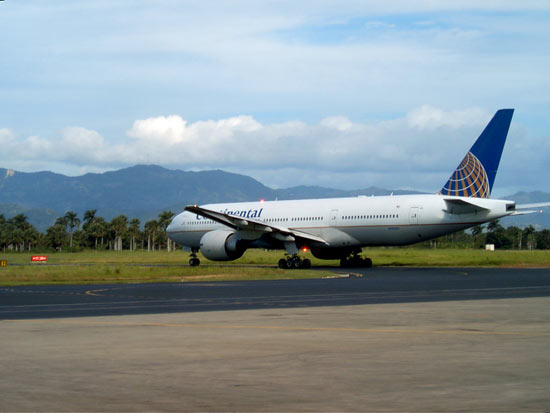
Boeing 777-200 в Международном аэропорту Cибао, Сантьяго-де-лос-Трейнта-Кабальерос, Доминиканская Республика

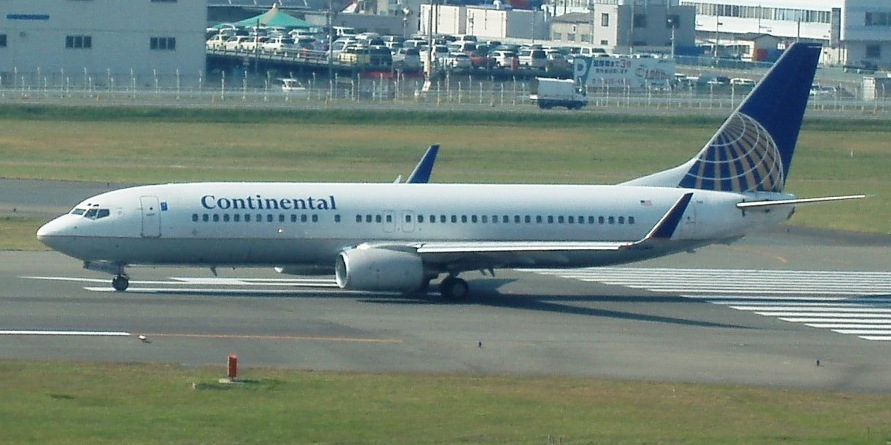
Boeing 737—800 авиакомпании Continental Micronesia в аэропорту Фукуока, Япония

В настоящее время Континентал вместе со своими подразделениями Continental Express и Continental Connection выполняет более 3100 рейсов в день по всей Америке, странам Европы и Азиатско-Тихоокеанского региона. В летнем расписании 2008 года компания заявила 149 внутренних и 138 международных рейсов в более чем 550 пунктов назначения, включая полёты по код-шеринговым соглашениям и на маршрутах авиакомпаний — партнёров по альянсу SkyTeam.
Маршрутная сеть Континентал построена главным образом с опорой на её транзитные узлы в Кливленде, Хьюстоне, Ньюарке и западной части Тихого океана — в Гуаме. Исключения представляют несколько рейсов, например Сиэтл-Анкоридж и Лос-Анджелес-Гонолулу, а также часть маршрутов авиакомпаний, использующих бренд Continental Connection и летающих во Флориду и на Багамские острова.
В течение почти сорок лет авиакомпания использовала большой хаб в Денвере, однако после открытия Международного аэропорт Денвера и значительного увеличения тарифов на операционное обслуживание Континентал перенесла большинство рейсов в Международный аэропорт Стэплтон. До середины 1980-х годов компания главным образом ориентировалась на рынок внутренних перевозок, с вхождением же в холдинг Texas Air начали развиваться международные перевозки, в частности Континентал в настоящее время является крупнейшим североамериканским оператором направлений в города Мексики. На трансатлантический рынок перевозок компания впервые вышла в апреле с 1985, введя рейс Хьюстон-Лондон (аэропорт Гатвик). Перейти или выполнять рейсы в другой международный аэропорт Лондона Хитроу Континентал не имела права по положениям Второй Бермудской конвенции и потому использовала аэропорт Гатвик, доведя в 2007 году количество рейсов до шести в день из аэропортов Хьюстона, Ньюарка и Кливленда.
В марте 2008 года вступило в действие соглашение между США и Европейским союзом «Открытое небо», отменившее ограничения Второй Бермудской конвенции на количество авиаперевозчиков между США и ЕЭС и на перечень городов обеих стран, из которых они могли выполнять пассажирские рейсы. 29 марта 2008 года Континентал объявила об открытии маршрутов из Хьюстона и Ньюарка в лондонский аэропорт Хитроу, заменяющих аналогичные рейсы в Гатвик и выполняющиеся на самолётах Boeing 777-200ER и Boeing 767-200.
Во время вьетнамской войны Континентал активно занималась перевозкой военных грузов и создала широкую базу для дальнейших коммерческих операций в азиатском регионе. В начале 1970-х годов начались полёты в Японию из Сайпана и Гуама, а в конце 1980-х были запущены беспосадочные рейсы между Токио и Сиэтлом на самолётах Boeing 747, впоследствии заменённые прямыми рейсами из Гонолулу в аэропорт Токио Нариту. В 1990-х годах Континентал сохраняла минимальное присутствие на транстихоокеанском рынке авиаперевозок вплоть до введения в 1998-м беспосадочных рейсов из Хьюстона и Ньюарка в Токио на самолётах Boeing 777. К 2007 году в маршрутную сеть компании были добавлены Гонконг и Пекин, а в 2009 году — рейс Ньюарк-Шанхай.
В 1970-х годах Континентал работала на австралийском направлении рейсами Douglas DC-10 и Boeing 747, однако в настоящее время сохраняет своё присутствие на данном рынке перевозок лишь посредством авиакомпании Air Micronesia, эксплуатирующей Boeing 737-800 между Гуамом и Кэрнсом. Континентал чаще других североамериканских авиакомпаний выполняет рейсы из США в Индию, Японию, Мексику и Великобританию и единственная, кто летает в Норвегию, Федеративные Штаты Микронезии, Маршалловы острова и Палау.
После получения новых самолётов Boeing 787 ориентировочно к концу 2010 года авиакомпания планирует развернуть маршруты из своего хаба в Хьюстоне в Дубае, Рим, Милан и Мадрид.
В связи с топливным и финансовым кризисами 12 июня 2008 года авиакомпания объявила о прекращении воздушного сообщения по пятнадцати направлениям в качестве необходимой меры по снижению издержек и резко возросших расходов компании. Континентал закрывает свои гейты, стойки регистрации и прекращает выполнение рейсов в аэропорты городов Денпасар (Бали), Индонезия), Кали (Колумбия), Кёльн (Германия), Гуаякиль (Эквадор), Монклова (Мексика), Сантьяго (Доминиканская Республика), Окленд (Калифорния) (Калифорния), Палм-Спрингс (Калифорния), Рино (Невада), Сарасота (Флорида), Таллахасси (Флорида), Грин-Бэй (Висконсин), Чаттануга (Теннесси), Толидо (Огайо) и Монтгомери (Алабама).

## Флот
По состоянию на сентябрь 2010 года средний возраст воздушных судов авиакомпании составлял 9,5 года. Парк Континентал состоит из самолётов четырёх типов — Boeing 737, Boeing 757, Boeing 767 и Boeing 777 с одиннадцатью вариантами пассажирских салонов. Также заказаны Boeing 787 в двух вариантах компоновки салонов, ввод 787-х в эксплуатацию планируется на 2011 год.

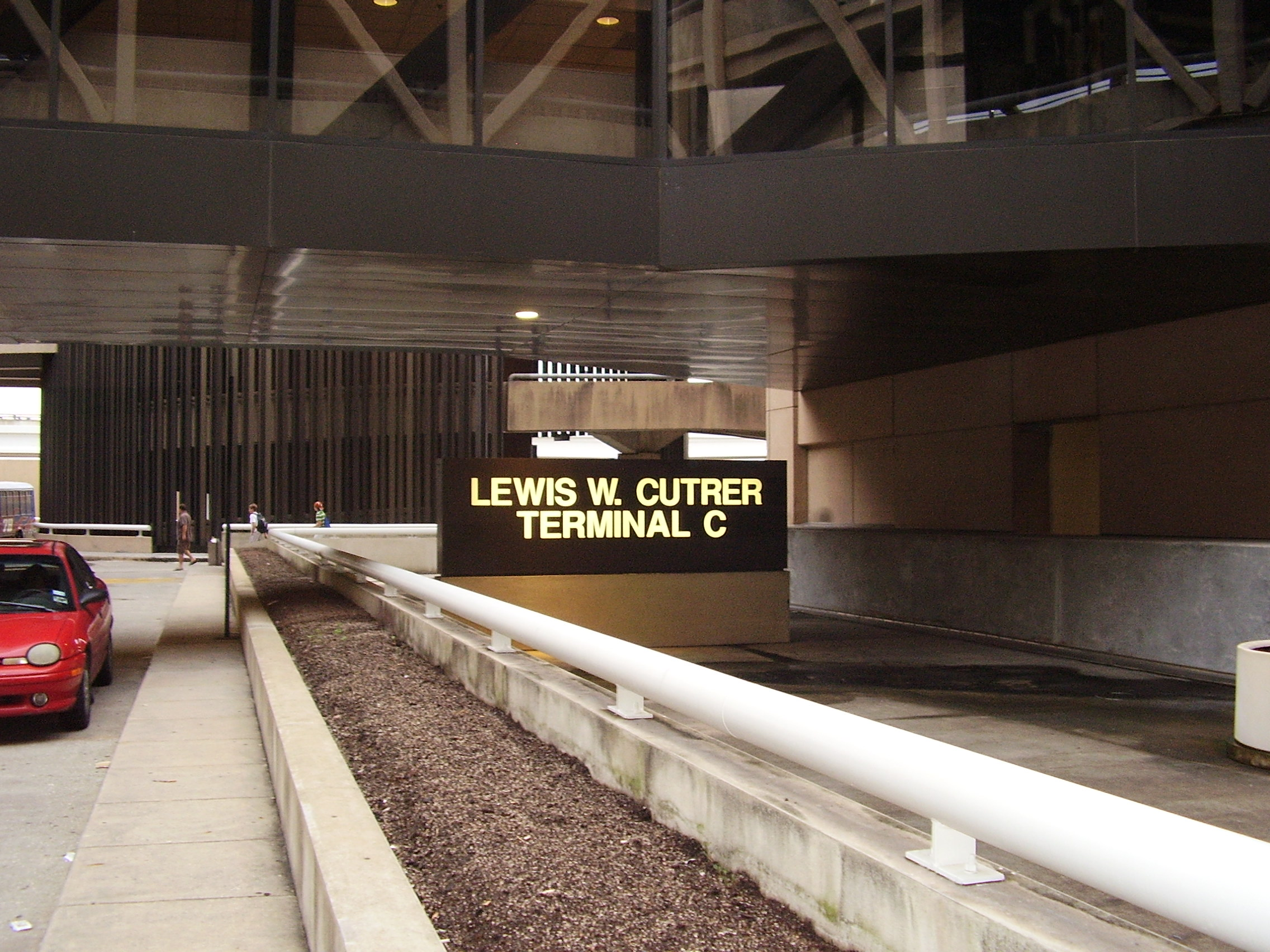
Терминал С аэропорта Хьюстон (Интерконтинентал) — зона обслуживания внутренних рейсов Континентал

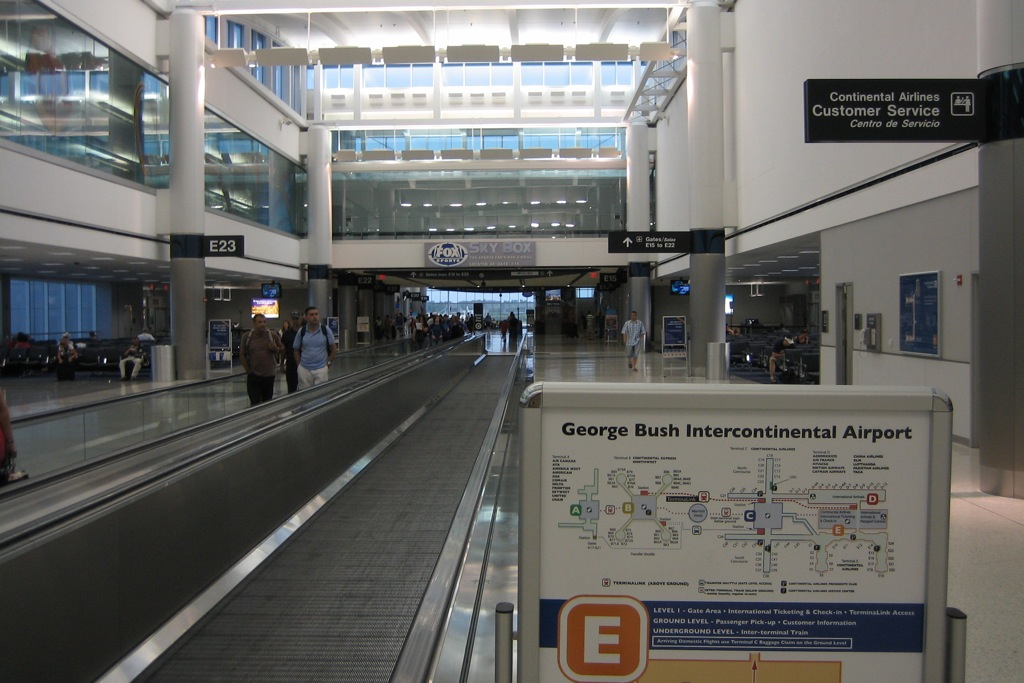
Терминал E аэропорта Хьюстон (Интерконтинентал) — зона обслуживания международных рейсов Континентал

*Первый класс на внутренних рейсах. Бизнес-Первый — на трансатлантических и транстихоокеанских рейсах.

Континентал (вместе с American Airlines и Delta Air Lines) в конце 1990-х подписала с корпорацией Boeing соглашение, обязывающее авиакомпанию покупать самолёты только этого производителя. После слияния Боинга с McDonnell Douglas Европейский союз заставил Боинг аннулировать все соглашения подобного типа, поэтому в настоящее время все три перевозчика находятся с производителем самолётов в так называемых «условиях джентльменского соглашения».

## Салоны
На регулярных рейсах Континентал предоставляет, также как и остальные североамериканские авиакомпании — члены альянса SkyTeam, два класса сервисного обслуживания пассажиров — Первый/БизнесПервый (BusinessFirst) и экономический класс.

### BusinessFirst

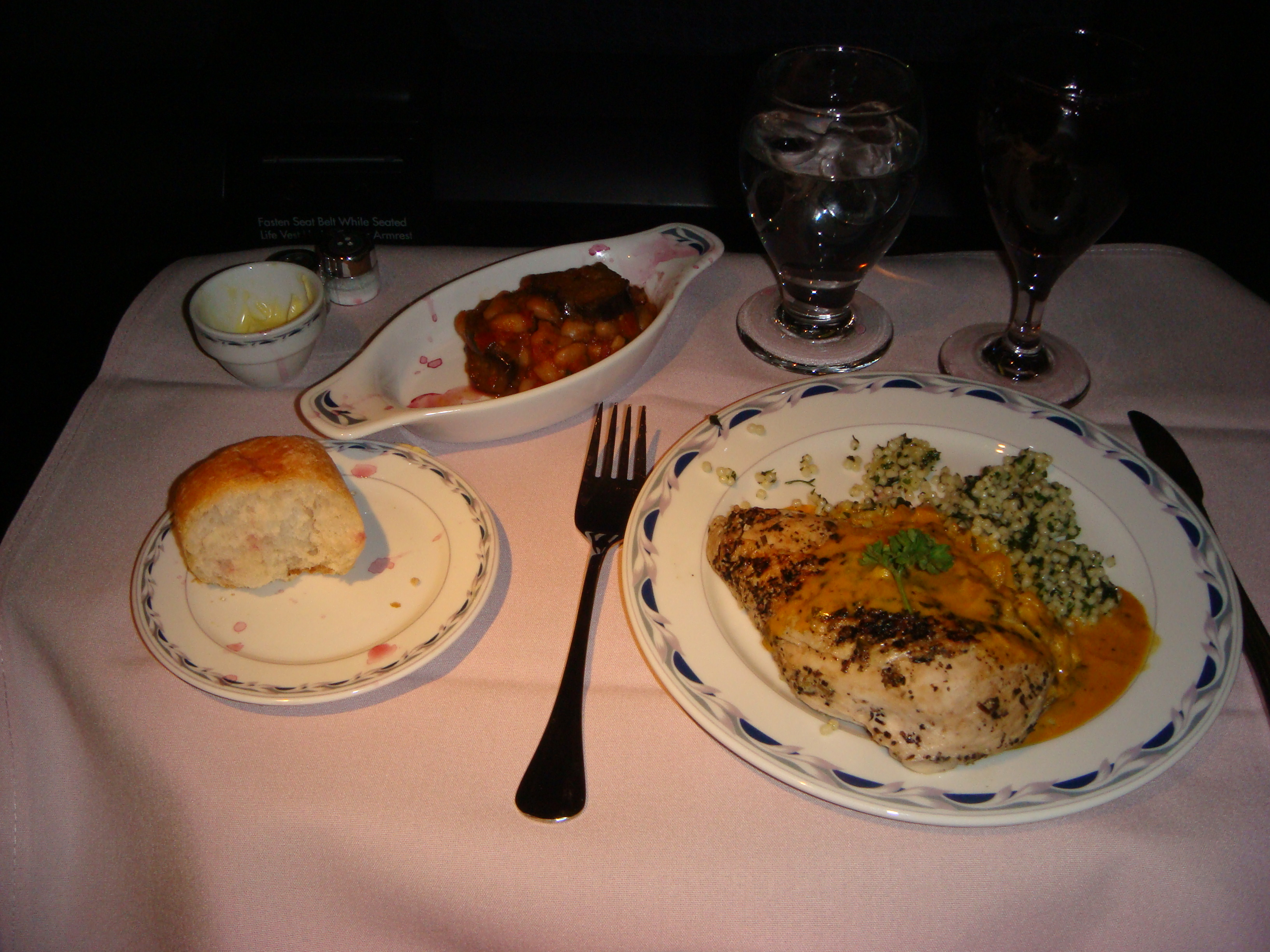
Завтрак в салоне BusinessFirst

Согласно недавней информации Континентал авиакомпания планирует установить в салонах BusinessFirst специальные пассажирские кресла длиной в 2 метра, полностью раскладывающиеся в горизонтальное положение. Ширина сидения (оно же — лежачее место) составляет 64 сантиметра с учётом подлокотников. Электронное управление креслом позволит пассажирам легко регулировать его положение и наклон, раскладывать кресло в положение для сна, а также предоставит дополнительные возможности по использованию встроенной поддержки поясницы и ног. В новых креслах бизнес-класса также будут использоваться регулируемые в шести направлениях подголовники, лампы индивидуального освещения над головой и персонально в сидении, позволяя использовать их не нарушая спокойствия соседних пассажиров, а также будут доступны подключённые плееры iPod.

### Первый класс
Первый класс авиакомпания предлагает только на самолётах, предназначенных для авиаперевозок внутри страны — Boeing 737 и Boeing 757—300. Ширина кресел в первом классе 53 сантиметра, расстояние между рядами кресел — до 97 сантиметров. Пассажиры первого класса обеспечиваются бесплатным питанием, завтраком и алкогольными напитками. В середине 2009 года Континентал планирует добавить на Боингах 737 и 757 систему телевидения LiveTV и услуги сервиса Wi-Fi.

### Международный экономический класс

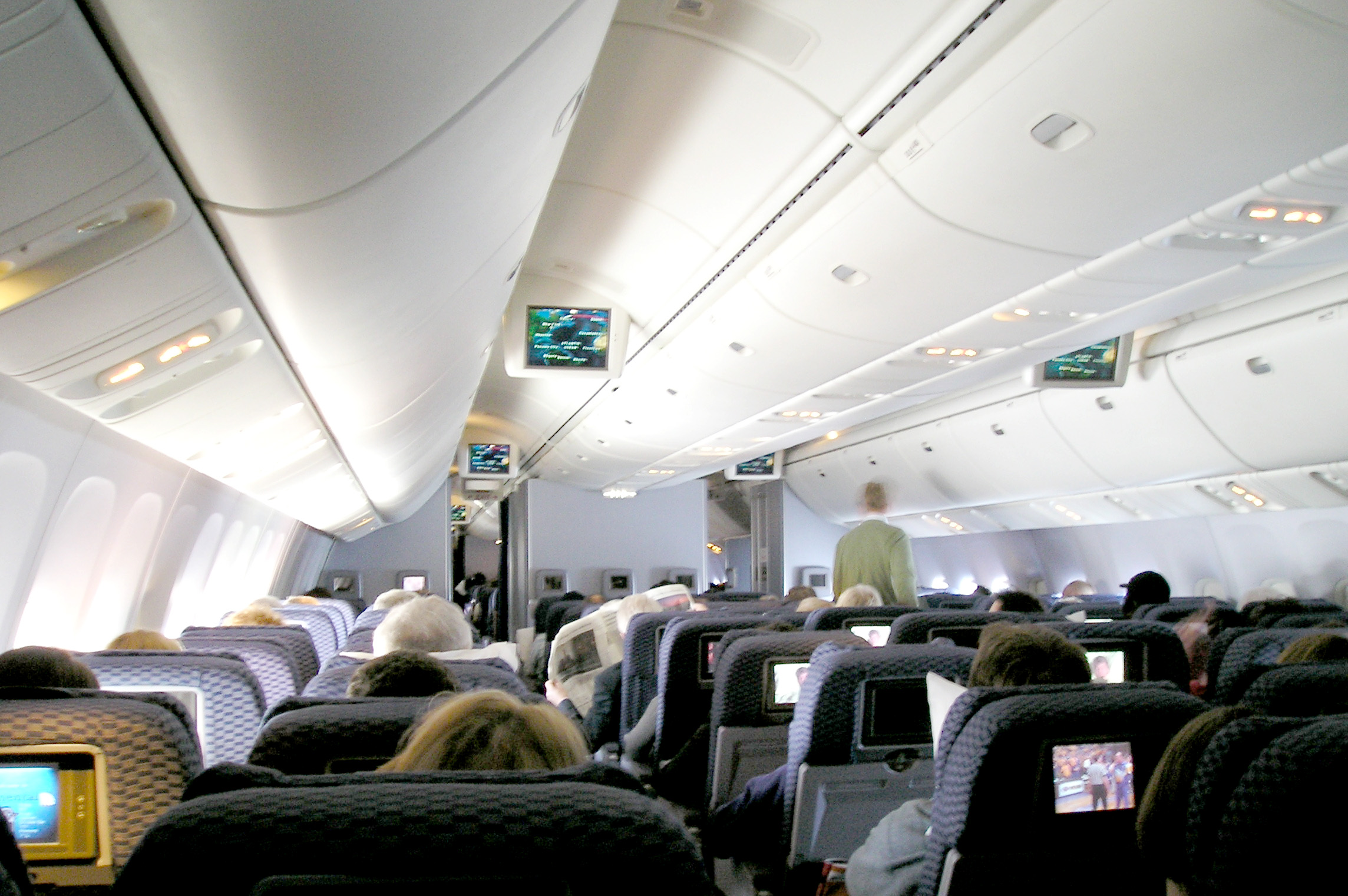
Экономический класс в самолёте Boeing 767-400ER

Сервис экономического класса предлагается на всех международных рейсах авиакомпании. Ширина кресел в экономкласса составляет 45 сантиметров, расстояние между рядами кресел — 53 сантиметра. Пассажиры этого класса обеспечиваются бесплатным питанием, закусками и безалкогольными напитками, одна порция алкоголя продаётся за пять долларов США или за один купон Континентал (''Continental Currency coupon'').

### Экономический класс внутренних рейсов
Кресла в салонах экономического класса на самолётах внутренних авиаперевозок имеют 44 сантиметра в ширину, расстояние между рядами кресел — 81 сантиметр. Пассажиры бесплатно получают питание, закуски и безалкогольные напитки. Одна порция алкоголя может быть куплена за пять долларов США или один купон авиакомпании. На самолётах Boeing 737—300, Boeing 757—300 и на большинстве Boeing 737—700,-800,-900,-900ER имеются телевизионные экраны над пассажирскими креслами, наушники предоставляются за один доллар США. В январе 2009 года Континентал начала дооборудовать Боинги-737NG и Боинги-757-300 сервисом LiveTV, услуга которого обойдётся в шесть долларов США, сервис же Wi-Fi будет предоставляться бесплатно.

## AVOD (Аудио и видео по требованию)
Салоны самолётов Континентал Boeing 757-200 и Boeing 767 полностью оборудованы системой AVOD, мониторы расположены в спинках впереди стоящих пассажирских кресел, салоны Boeing 777 планируется оснастить AVOD к концу 2009 года. Салоны Боингов 757—200 и 777—200 оснащены электрическими розетками (по две на каждые три пассажирских места), не требующими подключения специальных адаптеров или переходников.

## Бонусная программа OnePass
В 1987 году Континентал ввела собственную программу поощрения часто летающих пассажиров OnePass, действующую в настоящее время для клиентов авиакомпаний Continental Airlines, Copa Airlines и AeroRepública.
OnePass предоставляет постоянным пассажирам при накоплении бонусов достаточного уровня получать бесплатные билеты на рейсы авиакомпании, повышать класс билета до сервиса салона первого класса, значительные скидки на обслуживание в специальных залах повышенной комфортности аэропортов (Presidents Club) и другие поощрительные бонусы. Пассажиры накапливают мили за каждый совершённый полёт на самолётах Континентал и/или его партнёров. Привилегированные OnePass разделяются на категории «серебряный», «золотой» и «платиновый» уровни, по которым предоставляются услуги бесплатного повышения класса перевозки, премии за длину полёта, приоритет на регистрации билетов и многое другое.
До 1987 года Континентал имела другую собственную программу поощрения пассажиров, но после слияния с авиакомпанией Eastern Airlines поощрительные программы обеих авиакомпаний были объединены в один проект, название которого (OnePass) отражает возможность пассажиров двух перевозчиков накапливать бонусные мили с интеграцией их в одну программу.
В дополнение к своим подразделениям Continental Express, Continental Connection и партнёров по альянсу SkyTeam Континентал имеет партнёрские отношения по программе OnePass со следующими авиакомпаниями:
- Alaska Airlines
- American Eagle Airlines
(только по штату Калифорния)
- Cape Air
- Emirates Airline
- EVA Air
- Hawaiian Airlines
- Horizon Air
- Island Air
- Kingfisher Airlines
- Qantas
- US Helicopter
- Virgin Atlantic

Пассажиры также могут зарабатывать бонусные мили в рамках программы поощрения частолетающих пассажиров OnePass, используя пункты проката автомобилей и гостиницы фирм-партнёров Континентал, а также при приобретениях железнодорожных билетов компании Amtrak.

## Presidents Club
Presidents Club (рус. Президент Клаб) — привилегированная сервисная программа авиакомпании, по которой пассажирам предоставляется доступ в комнаты (залы) повышенной комфортности. Президент Клаб распространяется на пассажиров авиакомпаний Континентал, Continental Express, Continental Connection, Copa Airlines и AeroRepública. В настоящее время действуют 26 точек Президент Клаб, также члены этой программы могут пользоваться сервисом повышенной комфортности в более чем 40 аналогичных точках авиакомпаний-партнёров по альянсу SkyTeam, включая Delta Air Lines, Aeroméxico, Alitalia и Northwest Airlines. У клиентов Президент Клаб есть доступ в VIP-залы Alaska Airlines и Amtrak.
Континентал предлагает пассажирам вариант пожизненного членства в Президент Клаб, по состоянию на ноябрь 2008 года данная услуга стоила 5.500 долларов США. Пассажиры, имеющие билеты в салоны класса BusinessFirst автоматически получают доступ в комнаты Президент Клаб и могут провести с собой до двух человек. Владельцы платиновых карт American Express и карт Centurion имеют право доступа в Президент Клаб при наличии билетов в этот же день на рейсы Континентал или на рейсы под код-шерингом Континентал.

### Расположение Presidents Club
Аэропорты с залами Presidents Club:
- Атланта
- Остин
- Бостон
- Чикаго (О’Хара) 
 (вместе с Northwest Airlines)
- Кливленд
- Даллас/Форт-Уэрт
- Денвер
- Форт-Лодердейл
- Гуам
- Гонолулу
- Хьюстон (5)
- Лос-Анджелес
- Лас-Вегас
- Нью-Йорк (Ла Гуардиа)
- Ньюарк (3)
- Панама 
 (вместе с Copa Airlines)
- Сан-Антонио
- Сан-Франциско
- Сиэтл/Такома
- Вашингтон (им. Рейгана)

## Код-шеринговые соглашения
В настоящее время помимо партнёров по альянсу SkyTeam Континентал имеет код-шеринговые соглашения со следующими авиакомпаниями:
- AeroRepública
- Alaska Airlines и Horizon Air
- American Eagle Airlines (только на рейсы в штате Калифорния)
- Cape Air
- Emirates Airline
- EVA Airways
- Hawaiian Airlines
- Island Air
- US Helicopter
- Virgin Atlantic Airways

## Инциденты и несчастные случаи
Ниже перечислены крупные инциденты с самолётами Континентал.
- 22 мая 1962 года, рейс 11 Чикаго-Канзас-Сити, Boeing 707—124 бортовой N70775. Самолёт упал с эшелона в районе Юнионвилла (штат Миссури) после детонации динамитной бомбы, заложенной под раковину в ящик для бумажных полотенец. Первый случай взрыва бомбы на коммерческом лайнере, считается, что взрывчатка была пронесена на борт с целью самоубийства и получения страховки родственниками. Погибших: 45 из 45 человек.[43][44]
- 28 января 1963 года, рейс 290 Мидленд (Техас)—Канзас-Сити, Vickers Viscount 812 бортовой N242V. При заходе на посадку из-за обледенения стабилизатора вошёл в пике и врезался в землю. Погибших: 8 из 8 человек.[45][46]
- 15 августа 1975 года, рейс 426 Денвер-Уичита, Boeing 727—224 бортовой N88777. Во время выполнения взлёта с полосы 35L северная часть аэропорта Денвера находилась в грозовом фронте. После отрыва с ВПП самолёт попал в сильный сдвиг ветра на высоте и скорости, исключавших его выравнивание, и упал в конце взлётно-посадочной полосы. Погибших нет, травмировано 15 человек.[47][48]
- 1 марта 1978 года, рейс 603 Лос-Анджелес-Гонолулу, Douglas DC-10-10 бортовой N68045. Во время разбега при взлёте в момент прохода порога скорости V1 (максимальная скорость, безопасная для прекращения взлёта), послышался сильный удар, сопроводившийся тряской самолёта. Экипаж решил прекратить взлёт. При приближении к концу полосы, командир увёл самолёт вправо, при сходе с полосы подломилось шасси и возник пожар. Причиной инцидента послужил разрыв двух шин левой стойки шасси, что привело к взрыву третьего баллона в критический момент разбега. Погибших: 2 из 200 человек.[49][50]
- 15 ноября 1987 года, рейс 1713 Денвер-Бойсе (Айдахо), Douglas DC-9-14 бортовой N626TX. В момент взлёта в снежную бурю самолёт резко задрал нос, перевернулся и разбился. Причиной катастрофы явилось непроведение повторной антиобледенительной процедуры после 27-минутной задержки. Погибших: 28 из 82 человек.[51][52]
- 19 февраля 1996 года, рейс 1943 авиакомпании Continental Airlines Вашингтон—Хьюстон, McDonnell Douglas DC-9-32. Самолёт произвёл посадку на взлётно-посадочную полосу 27 Аэропорта Хьюстон Интерконтинентал с невыпущенными шасси, проехал на брюхе 2100 метров и остановился в конце полосы со смещением на 42 метра влево от её оси. Несколько человек из находившихся на борту получили незначительные травмы, погибших нет.[53]
- 20 декабря 2008 года, рейс 1404 авиакомпании Continental Airlines Денвер—Хьюстон, Boeing 737-500. После касания взлётно-посадочной полосы 34R Аэропорта Хьюстон Интерконтинентал самолёт задел левым двигателем покрытие ВПП и загорелся. Во время посадки снега на взлётно-посадочной полосе не было, однако дул боковой ветер со скорость 36 миль в час. Из 115 человек на борту никто не погиб, 38 человек получили ранения, в том числе как минимум два человека были ранены тяжело. Комиссия по расследованию инцидента не смогла установить истинных причин аварии.[54][55][56]